# Missionssøstre af det dyrebare blod
Skabelon:Orphan
Missionssøstre af det dyrebare blod  (søstrene af det dyrebare blod, Mariannhills missionssøstre, congregatio pretiosi sanguinis, CPS) er en romersk-katolsk Nonneorden blev stiftet af trappisten Franz Pfanner i Sydafrika i 1885 med formålet at missionere og hjælpe andre.

## Danmark
I 1916 kom søstrene til Rønne på Bornholm, hvor de har beskæftiget sig med børnepasning, undervisning, sygepleje og menighedsarbejde. Søsterne underviser stadig på Bornholm og der udover driver de også et lille gæstehjem.
Siden 1959 har søstrene også boet på Nordvanggård i Birkerød, hvor de igennem en årrække har drevet et plejehjem og en børnehave, begge er i dag overtaget af kommunen.

## Ekstern henvisning
- Missionssøstre af det dyrebare blod i Østrig (Kloster Wernberg) Arkiveret 22. juni 2015 hos  Wayback Machine
- Nordvanggård Arkiveret 3. februar 2015 hos  Wayback Machine
- D1 dokumentar: Søstre af det dyrebare blod.